# Iglesia del Santísimo Sacramento (Sacramentinos)
La iglesia del Santísimo Sacramento es una parroquia católica y convento de Madrid, situada en la parte alta del parque del Retiro (calle Sainz de Baranda).

## Descripción
El templo fue inaugurado en 1970 bajo un estilo totalmente moderno y vanguardista. El arquitecto encargado del diseño fue el prestigioso José María de la Vega Samper. Consta de una única y gran nave singular a dos aguas en cuyo frontón exterior se aprecian diversos motivos de decoración. El acceso se realiza mediante una puerta adintelada en cuyo frontón se representa el Pantocrátor La portada está flanqueada por dos grandes torres piramidales coronadas con sendas cruces. En el interior destaca la textura de la techumbre jugando con siluetas y sombras, conduciendo la mirada al altar mayor, donde se encuentra una imagen de Jesús de corte más clásico.